# Efekt Pigou
Efekt Pigou −  związek między deflacją a wzrostem realnego majątku, a następnie kolejno konsumpcji i zatrudnienia. 
Nazwa pochodzi od nazwiska angielskiego ekonomisty Arthura Pigou.